# Paus Pius VIII
Pius VIII, geboren als Francesco Saverio Castiglioni (Cingoli (Ancona), 20 november 1761 – Rome, 30 november 1830) was paus van 31 maart 1829 tot aan zijn dood in 1830.
Hij studeerde kerkelijk recht en werd na zijn priesterwijding secretaris van de Commissie voor de Beoordeling van de Synodebesluiten van Pistoia (1786). Hij was aansluitend vicaris-generaal in meerdere bisdommen. Hij werd in 1800 bisschop van Montalto. Na zijn weigering trouw te zweren aan Napoleon, die Italië bezet hield, werd hij in 1808 overgebracht naar Frankrijk. Na de Franse nederlaag werd hij in 1816 bisschop van Cesena en tevens kardinaal. De Santa Maria in Transpontina was zijn titelkerk. Later pontificeerde hij in het bisdom Frascati.
Hij was een vriend van paus Pius VII en diens staatssecretaris Consalvi. Na de dood van Pius VII in 1823 gold hij als de belangrijkste kandidaat, maar werd als gevolg van de conflictueuze verhoudingen tussen gematigden en conservatieven tijdens het conclaaf niet gekozen. Hij vervulde verschillende hoge ambten en werd na de dood van paus Leo XII tot paus gekozen. Tijdens zijn pontificaat vaardigde hij in 1829 een encycliek uit (Traditi humilitati nostrae) en in 1830 het korte schrijven Litteris altero. In beide publicaties wordt een aantal moderne kwalen opgesomd, die bestreden dienen: moderne filosofie, het sofisme, Bijbelgenootschappen en het katholieke leergezag alsook geheime organisaties zoals de Carbonari.
Na de Julirevolutie in Frankrijk spoorde hij aan tot erkenning van Lodewijk Filips I van Frankrijk.